# Episodi di Fast Forward (sesta stagione)
La sesta stagione della serie televisiva Fast Forward è stata trasmessa sul canale austriaco ORF eins dal 17 settembre al 19 novembre 2018.
In Italia, la stagione è andata in onda dal 6 luglio al 3 agosto 2019 su Giallo.
| nº | Titolo originale      | Titolo italiano               | Prima TV Austria  | Prima TV Italia |
| -- | --------------------- | ----------------------------- | ----------------- | --------------- |
| 1  | Manfred Wohlkönig     | Il caso Manfred Wohlkönig     | 17 settembre 2018 | 6 luglio 2019   |
| 2  | Elena Ruggenberger    | Il caso Elena Ruggenberger    | 24 settembre 2018 | 6 luglio 2019   |
| 3  | Lia Pollak            | Il caso Lia Pollak            | 1º ottobre 2018   | 13 luglio 2019  |
| 4  | Gabrielle Mirnhofer   | Il caso Gabrielle Mirnhofer   | 8 ottobre 2018    | 13 luglio 2019  |
| 5  | Sissi König           | Il caso Sissi König           | 15 ottobre 2018   | 20 luglio 2019  |
| 6  | Oleg Dinisowitsch     | Il caso Oleg Dinisowitsch     | 22 ottobre 2018   | 20 luglio 2019  |
| 7  | Felix Preisinger      | Il caso Felix Preisinger      | 29 ottobre 2018   | 27 luglio 2019  |
| 8  | Christine Zeitlberger | Il caso Christine Zeitlberger | 5 novembre 2018   | 27 luglio 2019  |
| 9  | Dominik Fiedler       | Il caso Dominik Fiedler       | 12 novembre 2018  | 3 agosto 2019   |
| 10 | Louis Rauscher        | Il caso Louis Rauscher        | 19 novembre 2018  | 3 agosto 2019   |